# Hippotion leucocephalus
Hippotion leucocephalus is een vlinder uit de familie van de pijlstaarten (Sphingidae). De wetenschappelijke naam van de soort werd in 1929 gepubliceerd door Johannes Karl Max Röber.